# Peso troy

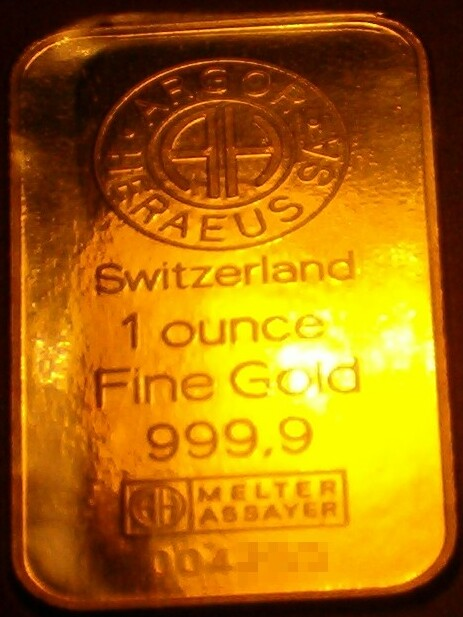
La onza troy es una unidad tradicional para pesar el oro.

El peso troy es un sistema de unidades de masa utilizado habitualmente para metales preciosos, piedras preciosas y pólvora. El nombre procede de Troyes, Francia, pues se sabe que el sistema troy de pesos se usaba allí en la época medieval, en la feria celebrada en Troyes, en el noreste de Francia.
Hay 12 onzas troy en cada libra troy, en lugar de las 16 onzas por libra del sistema avoirdupois más común. La libra avoirdupois equivale a 14+7/12 (≈ 14.583) onzas troy. A pesar de que las onzas troy todavía se utilizan para pesar oro, plata y piedras preciosas, la libra troy ya no se usa.
Una pulgada cúbica de agua destilada, a 62 °F (17 °C), y a una presión barométrica de 30 pulgadas de mercurio, pesa 252.458 granos troy (gr).

## Unidades de medida
Libras troy (troy)
La libra troy (troy) contiene 5,760 granos (≈ 373.24 gramos, 12 ozt), mientras que una libra avoirdupois es ≈ 21.53% más pesada y equivale a 7,000 granos (≈ 453.59 gr).
Onza troy (ozt)
Una onza troy (ozt) equivale a 31.1034768 gramos.
Pennyweight (dwt)
El símbolo del pennyweight es dwt que significa denarius weight. El denario era una antigua moneda romana, que aparece en el Nuevo Testamento, y que equivale vagamente a un penique. Hay 24 granos en un dwt, y 20 dwt en una onza troy. Debido a que hubo 12 onzas troy en la antigua libra troy, habría 240 pennyweights en una libra -la base del hecho de que la antigua libra británica contenía 240 peniques. (Sin embargo, antes de 1526, la libra esterlina inglesa estaba basada en la libra torre, que equivale a 15/16 de la libra troy.)  El símbolo d para el centavo puede ser reconocido en la notación de estilo antiguo para referirse a los peniques británicos, cuando se indica una cantidad de dinero en libras, chelines y peniques con los símbolos £, s y d, respectivamente. Por ejemplo, 6 £.11s.8d indica seis libras, once chelines y ocho peniques.
Grano troy

## Sistema escocés
En Escocia, el gremio de orfebres de la ciudad de Edimburgo, utilizaban un sistema en múltiplos de dieciséis. Por lo tanto, había 16 drops en la onza troy, 16 onzas en la libra troy y 16 libras en la stone troy. Los escoceses tenían otras variadas formas de medir los metales preciosos y las piedras preciosas, pero este sistema era el de uso más común para el oro y la plata.

## Conversiones
| Unidad                      | Granos | Gramos        |
| --------------------------- | ------ | ------------- |
| Libra troy (12 onzas troy)  | 5,760  | 373.241 721 6 |
| Onza troy (20 pennyweights) | 480    | 31.103 476 8  |
| Pennyweight                 | 24     | 1.555 173 84  |
| Grano                       | 1      | 0.064 798 91  |

| Unidad      | Libras      | Libras  | Libras | Libras   | Libras | Libras  | Onzas       | Onzas   | Onzas  | Granos | Sist. métrico | Sist. métrico |
| Unidad      | Avoirdupois | Troy    | Tower  | Merchant | London | Métrica | Avoirdupois | Troy    | Tower  | Granos | g             | kg            |
| ----------- | ----------- | ------- | ------ | -------- | ------ | ------- | ----------- | ------- | ------ | ------ | ------------- | ------------- |
| Avoirdupois | 1           | 175⁄144 | 35⁄27  | 28⁄27    | 35⁄36  | 10⁄11   | 16          | 14 7⁄12 | 15 5⁄9 | 7000   | 454           | 9⁄20          |
| Troy        | 144⁄175     | 1       | 16⁄15  | 64⁄75    | 4⁄5    | 3⁄4     | 13 29⁄175   | 12      | 12 4⁄5 | 5760   | 373           | 3⁄8           |
| Tower       | 27⁄35       | 15⁄16   | 1      | 4⁄5      | 3⁄4    | 7⁄10    | 12 ⁄35      | 11 1⁄4  | 12     | 5400   | 350           | 7⁄20          |
| Merchant    | 27⁄28       | 75⁄64   | 5⁄4    | 1        | 15⁄16  | 7⁄8     | 15 3⁄7      | 14 1⁄16 | 15     | 6750   | 437           | 7⁄16          |
| London      | 36⁄35       | 5⁄4     | 4⁄3    | 16⁄15    | 1      | 14⁄15   | 16 ⁄35      | 15      | 16     | 7200   | 467           | 7⁄15          |
| Métrica     | 11⁄10       | 4⁄3     | 10⁄7   | 8⁄7      | 15⁄14  | 1       | 17 3⁄5      | 16      | 17 1⁄7 | 7716   | 500           | 1⁄2           |
| 1.          |             |         |        |          |        |         |             |         |        |        |               |               |

El sistema troy fue utilizado en el sistema farmacéutico de unidades, pero con diferentes subdivisiones.

## Relación con el sistema monetario británico
El sistema troy fue la base para el sistema británico de monedas  anterior a la decimalización, que fue introducido por Enrique II de Inglaterra, en el que un penique era, literalmente, un pennyweight de plata. Una libra esterlina equivalía a veinte chelines, y cada chelín era igual a doce peniques. Por lo tanto, una libra esterlina equivalía a 240 pennyweights, o una libra troy de plata de ley.